# Centro Ciência Viva de Estremoz
O Centro Ciência Viva de Estremoz localiza-se no centro da cidade de Estremoz (distrito de Évora), no Alentejo, em Portugal. Instalado no antigo Convento das Maltezas, constitui-se num espaço de cariz museológico, integrante da rede de Centros Ciência Viva.
Um Centro Ciência Viva é um local onde a Ciência e a Tecnologia rompem as paredes dos laboratórios que normalmente os confinam, indo ao encontro dos seus visitantes. Um local onde é possível interagir com o que está exposto; tocar, experimentar, descobrir, são uma necessidade ao longo de toda a visita.
No Centro Ciência Viva de Estremoz descobres como funciona o local onde todos nós habitamos… a Terra; um planeta maravilhoso onde todos os fenómenos aparecem interligados. A colaboração com a Escola de Ciências e Tecnologia da Universidade de Évora, em especial através do Instituto de Ciências da Terra, é o garante da qualidade científica de todas as atividades.
O projecto é uma parceria entre a Câmara Municipal de Estremoz, o Ministério da Ciência, Tecnologia e Ensino Superior, a Universidade de Évora, a Direção-Geral dos Estabelecimentos Escolares e o Ciência Viva / Agência Nacional para a Cultura Científica e Tecnológica.
Inaugurado em 27 de Maio de 2005, o Centro Ciência Viva de Estremoz está integrado na Rede de Museus do Concelho de Estremoz desde 2006, sendo um membro fundador da mesma, na Rede de Centros de Ciência Viva, tutelada pela Agência Nacional para a Cultura Científica e Tecnológica – Ciência Viva e a nível europeu é membro do ECSITE, European Network of Science Centres and Museums.

## O edifício
O Centro ocupa uma parte importante do antigo Convento das Maltesas, assim designado por ter sido, em tempos, o único convento da Ordem de Malta no país.
Em pleno centro histórico da cidade, trata-se de um expressivo edifício quinhentista em estilo gótico-manuelino, em cuja construção foram empregados maioritariamente materiais regionais, com destaque para o mármore de Estremoz, alvenaria e azulejaria.
O edifício encontra-se classificado desde 1942 como Monumento Nacional, nele se destaca o Claustro da Misericórdia.

## Exposições e actividades

### Exposição Permanente

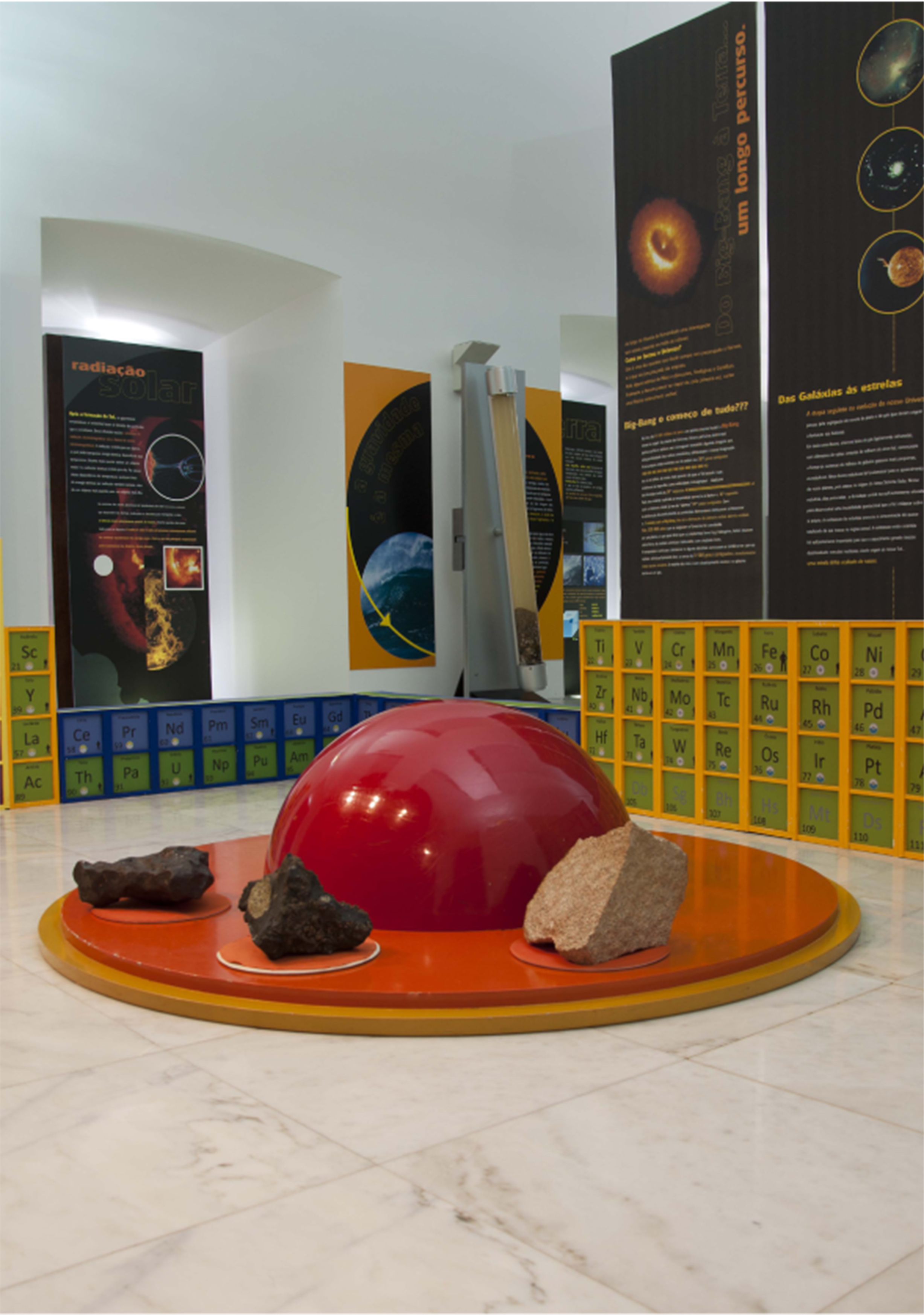
Módulo - Exposição Permanente "Terra, um planeta dinâmico"

“Terra; um Planeta Dinâmico” - O planeta onde habitamos é um lugar fascinante! Como ficar indiferente perante as imagens das ondas durante uma tempestade… das lavas emitidas por um vulcão em erupção… ou… simplesmente, da beleza das paisagens e da Vida que elas suportam. Mas, se a simples observação destes processos naturais já nos seduz, a compreensão da sua origem abre toda uma nova e inesperada forma de nos relacionar com o Mundo que nos rodeia. "Terra, um Planeta Dinâmico" é uma exposição composta por dezenas de módulos interativos e expositivos que permitem perceber, de uma forma simples mas profunda, a Terra onde vivemos. Um conhecimento imprescindível num Mundo habitado por mais de 7 500 milhões de pessoas e onde é cada vez mais difícil assegurar a sua sustentabilidade. "Terra, um Planeta Dinâmico" é um lugar onde se quebram barreiras entre a Geologia e a Física, a Biologia… a Química e… onde não ficarás indiferente… qualquer que seja a tua formação ou idade.

### Exposições Temporárias
- “Evolução; Resposta a um planeta em mudança”
- “Vendo o Planeta Terra… nos Ombros de Gigantes”
- "Ver o Presente; Terra que futuro?”
- “Do Silício à Sílica; 2 milhões de anos de Evolução”
- “Evolução; Portugal de antes da História”

### Saídas de Campo
- Visita a uma exploração (pedreira) de mármores em laboração, onde se dá destaque aos processos associados à génese das litologias presentes, a sua relação com a topografia da região; os processos de exploração desta rocha ornamental assim como os problemas sociais, económicos e ambientais inerentes à indústria extrativa.
- Sistema Solar à Escala do Concelho de Estremoz.
- Almograve- Sines; da Pangeia ao Atlântico ou uma viagem ao Ciclo das Rochas.